# أولوندي
أولوندي هي بلدة، في جنوب أفريقيا، تقع في Ulundi Local Municipality ‏، هي عاصمة Ulundi Local Municipality ‏، وZululand District Municipality ‏، بلغ عدد سكانها 29,132 نسمة وذلك حسب إحصائيات سنة 2013، تبلغ مساحتها 10.27 كيلومتر مربع، رمزها البريدي هو 3838.

## الموقع
تشترك في الحدود مع:
- Nkandla, KwaZulu-Natal [الإنجليزية]‏.

## المناخ
يظهر الجدول التالي التغييرات المناخية على مدار السنة لأولوندي:
| البيانات المناخية لـأولوندي               | البيانات المناخية لـأولوندي | البيانات المناخية لـأولوندي | البيانات المناخية لـأولوندي | البيانات المناخية لـأولوندي | البيانات المناخية لـأولوندي | البيانات المناخية لـأولوندي | البيانات المناخية لـأولوندي | البيانات المناخية لـأولوندي | البيانات المناخية لـأولوندي | البيانات المناخية لـأولوندي | البيانات المناخية لـأولوندي | البيانات المناخية لـأولوندي | البيانات المناخية لـأولوندي |
| الشهر                                     | يناير                       | فبراير                      | مارس                        | أبريل                       | مايو                        | يونيو                       | يوليو                       | أغسطس                       | سبتمبر                      | أكتوبر                      | نوفمبر                      | ديسمبر                      | المعدل السنوي               |
| ----------------------------------------- | --------------------------- | --------------------------- | --------------------------- | --------------------------- | --------------------------- | --------------------------- | --------------------------- | --------------------------- | --------------------------- | --------------------------- | --------------------------- | --------------------------- | --------------------------- |
| متوسط درجة الحرارة الكبرى °م (°ف)         | 28.2 (82.8)                 | 28.3 (82.9)                 | 27.3 (81.1)                 | 25.9 (78.6)                 | 24.3 (75.7)                 | 22.4 (72.3)                 | 22.5 (72.5)                 | 23.8 (74.8)                 | 25.0 (77.0)                 | 25.7 (78.3)                 | 26.3 (79.3)                 | 27.6 (81.7)                 | 25.6 (78.1)                 |
| المتوسط اليومي °م (°ف)                    | 22.9 (73.2)                 | 23.1 (73.6)                 | 22.1 (71.8)                 | 20.3 (68.5)                 | 18.2 (64.8)                 | 16.0 (60.8)                 | 16.1 (61.0)                 | 17.2 (63.0)                 | 18.8 (65.8)                 | 19.9 (67.8)                 | 20.9 (69.6)                 | 22.1 (71.8)                 | 19.8 (67.6)                 |
| متوسط درجة الحرارة الصغرى °م (°ف)         | 17.6 (63.7)                 | 17.9 (64.2)                 | 16.9 (62.4)                 | 14.8 (58.6)                 | 12.2 (54.0)                 | 9.7 (49.5)                  | 9.7 (49.5)                  | 10.7 (51.3)                 | 12.6 (54.7)                 | 14.1 (57.4)                 | 15.6 (60.1)                 | 16.7 (62.1)                 | 14.0 (57.3)                 |
| الهطول مم (إنش)                           | 123 (4.8)                   | 109 (4.3)                   | 90 (3.5)                    | 49 (1.9)                    | 28 (1.1)                    | 18 (0.7)                    | 18 (0.7)                    | 30 (1.2)                    | 56 (2.2)                    | 98 (3.9)                    | 110 (4.3)                   | 115 (4.5)                   | 844 (33.1)                  |
| المصدر: Climate-Data.org (altitude: 535m) |                             |                             |                             |                             |                             |                             |                             |                             |                             |                             |                             |                             |                             |